# Rajd Wełtawy 1966
Rajd Wełtawy 1966 (7. Rally Vltava) – 7. edycja rajdu samochodowego Rajd Wełtawy rozgrywanego w Czechosłowacji. Rozgrywany był od 1 do 3 lipca 1966 roku. Była to ósma runda Rajdowych Mistrzostw Europy w roku 1966.

## Klasyfikacja rajdu
| Miejsce                      | Kierowca                     | Pilot                        | Samochód                     | Czas                         | Strata                       |                              |
| Klasyfikacja generalna i ERC | Klasyfikacja generalna i ERC | Klasyfikacja generalna i ERC | Klasyfikacja generalna i ERC | Klasyfikacja generalna i ERC | Klasyfikacja generalna i ERC | Klasyfikacja generalna i ERC |
| ---------------------------- | ---------------------------- | ---------------------------- | ---------------------------- | ---------------------------- | ---------------------------- | ---------------------------- |
| 1.                           | Rauno Aaltonen               | Henry Liddon                 | BMC Mini Cooper S            | 2:18:40                      | 0.0                          |                              |
| 2.                           | Bengt Söderström             | Gunnar Palm                  | Ford Cortina Lotus MK1       | 2:19:33                      | +53                          |                              |
| 3.                           | Timo Mäkinen                 | Paul Easter                  | BMC Mini Cooper S            | 2:19:37                      | +57                          |                              |
| 4.                           | Sobiesław Zasada             | Zenon Leszczuk               | BMC Mini Cooper S            | 2:26:01                      | +7:21                        |                              |
| 5.                           | Pat Moss-Carlsson            | Elisabeth Nyström            | Saab 96 Sport                | 2:31:38                      | +12:58                       |                              |
| 6.                           | Krzysztof Komornicki         | Lech Jaworowicz              | Morris Cooper S              | 2:39:17                      | +20:37                       |                              |
| 7.                           | Jaroslav Bobek               | Leo Hnatevič                 | Škoda 1000 MB                | 2:41:10                      | +22:30                       |                              |
| 8.                           | Zdenĕk Čechmanek             | Jiři Pĕlucha                 | Tatra 603                    | 2:43:17                      | +24:37                       |                              |
| 9.                           | Alois Mark                   | Bohuslav Stiborek            | Tatra 603                    | 2:45:18                      | +26:38                       |                              |
| 10.                          | Dieter Lambart               | Wolf-Rüdiger Zink            | Opel Kadett Coupé            | 2:48:54                      | +30:14                       |                              |